# منطقه جزایر
منطقه جزایر (به لاتین: Islands District) یک سکونتگاه مسکونی در جمهوری خلق چین است که در New Territories واقع شده‌است.

## خصوصیات
منطقه جزایر ۱۷۵٫۰۳ کیلومترمربع مساحت و ۱۴۰٬۱۸۸ نفر جمعیت دارد.